# 红木属
红木属（学名：Bixa）是锦葵目红木科中的一个属，一些学者认为它是红木科中仅有的一个属。它有五个种，其中最著名的是红木。
属名Bixa来源于西班牙语bixa，一种植物名。

## 描述
红木属的植物为树或者灌木，它们的汁水是黄色或者红色的。它们的叶、果实和芽上都有棕色的毛。叶在茎上交叉生长，有长的叶柄和小辅叶。每个花序有一个柄，为圆锥花序，在花萼下的花柄上有五个显而易见的腺。花大，很美，是雌雄同体的，每朵花有五瓣，轴对称。五枚花萼和花瓣没有长到一起，像瓦一样相互交叠。花瓣先落，然后花萼才落。花瓣有白色或粉色的。雄蕊没有长到一起，呈簇。每雄蕊有二花粉囊，呈马蹄形，从它们的尖端沿一短短的缝张开。两至四枚雌蕊连到一子房。每果实有许多胚珠。蜜蜂用来传粉。
蒴果柄短，有些有刺。果内有许多种子，呈蛋状，被浆果皮，在湿度高的情况下这层浆果皮会变成糊。
红木属植物有七根染色体。

## 分布
红木属属新热带界。由于它的经济价值红木现在在世界各地的热带均有分布，有些是专门在当地引入的。其它种则是亚马孙河流域的特有种。

## 种
红木属有五个种：
- 红木